# 김약국의 딸들 (1982년 드라마)
《김약국의 딸들》은 1982년 4월 24일에 방영된 TV문학관이다.

## 출연
- 최명수 - 김성수(김약국)
- 강부자 - 한실댁
- 한혜숙 - 김용빈
- 차화연 - 김용란
- 박혜숙 - 김용숙
- 김향숙 - 김용옥
- 김영철 - 서기두
- 이구순 - 지한돌
- 오영갑 - 정홍섭
- 한진희 - 강극
- 박재주 - 이태윤
- 정운용 - 김봉제(선대 김약국)
- 임병기 - 김봉룡
- 정인철 - 젊은 김성수
- 박양례 - 송씨 부인
- 정재순 - 유모
- 이한나 - 박숙정
- 김효원 - 송욱
- 박승희 - 김연순
- 박칠용 - 지석원
- 이수연 - 행랑어멈
- 박현정 - 박수무당
- 신소영
- 서상익 - 정국주
- 김기진
- 조재훈
- 김윤형 - 서 노인
- 김종결 - 최연학
- 여운계 - 매파 할멈
- 이제신